# Gloeosporium theae-sinensis
Gloeosporium theae-sinensis är en svampart som beskrevs av I. Miyake 1907. Gloeosporium theae-sinensis ingår i släktet Gloeosporium och familjen Dermateaceae.   Inga underarter finns listade i Catalogue of Life.